# マルティニーク島侵攻 (1674年)
マルティニーク島侵攻（マルティニークとうしんこう、英語: Invasion of Martinique）は仏蘭戦争中の1674年、ネーデルラント連邦共和国（オランダ）によるフランス王国領マルティニーク島の侵攻。オランダが兵力で大きく優勢だったにもかかわらず、フランスが決定的に勝利した。

## 背景
1672年、フランス王国とイングランド王国はオランダに宣戦布告した。しかし、オランダが北海での海戦に勝利したことで、イングランドは1674年のウェストミンスター条約で英蘭間の戦争を終結させた。これにより、オランダは海軍力をフランスに集中することができ、カリブ海におけるフランスの植民地事業の根拠地であるマルティニーク島への侵攻が決定された。オランダのカリブ海におけるプランテーションは戦争で荒廃していたが、オランダはマルティニークを占領することで残りのフランス植民地も素早く征服することができ、小アンティル諸島全体を支配することができるという狙いだった。
これらの目標を達成すべく、オランダは当時最良の海軍提督とされるミヒール・デ・ロイテル提督（対イングランド海戦で勝利を挙げてイングランドを戦争から脱落させた）率いる大艦隊を編成した。この艦隊には80門の旗艦デ・ゼーヴェン・プロヴィンシェンを首とする戦列艦18隻、そして支援船と輸送船36隻、および侵攻軍3,400人が含まれていた。若いスティルム伯爵が陸軍の指揮官に任命され、軍事総督として振舞うことを計画されたが、マルティニークへの強襲自体はオランダ最良の攻城戦専門家ホルネ伯爵が指揮した。
マルティニークの守備軍は半ば職業的な民兵であり、騎兵2個大隊と歩兵数個大隊で理論上は約2千人に上る。しかし、その指揮官であるバース侯爵は政府の所在地で島の北にあるサン＝ピエールに守備軍を集中するというミスを犯し、一方のロイテルは西海岸にある主要な港のフォール＝ロワイヤルへの攻撃を選択した。フォール＝ロワイヤルは現地の民兵隊が駐留する要塞とトマ＝クロード・ルナール・ド・フシャンベルグを艦長とするレ・ジュー（Les Jeux）に守られ、さらに港に停泊していた商船からの支援も期待できたが、不確定要素も多かった。
まず、フォール＝ロワイヤルの民兵隊には100人しか集まらず、しかも隊長を含む4分の1が脱走してしまった。入港していた商船のうちサント＝ユスターシュ（Saint-Eustache）の1隻しか武装していなかった。要塞も実質的には急勾配の岬の周りに配置された木製の柵、水辺にある要塞化されていない砲台2箇所、岬の南端にある、フォール＝ロワイヤル湾の内港に向けている大砲4門、および東側の停泊地をにらんでいた大砲約12門の砲床だけだった。そのため、最も有力な武装は戦艦のレ・ジューだったが、28門フリゲートと小型船であり、船首から船尾までわずか100フィートで乗員も150人しかいなかった。

## 戦闘
オランダ艦隊は1674年7月19日にマルティニーク沖に到着したが、海が穏やかだったため攻撃を開始できず、フランス側が大急ぎで守備を整える時間を与えた。商船2隻が自沈したほか内港の入り口に防材が設置された。経験豊富な探検家ギヨーム・ドランジュ（Guillaume d'Orange）が残りの民兵を編成した。民兵隊への増援として海員が派遣され、自沈した商船からの志願兵とレ・ジューからの少数のマスケット銃手もそれに加わった。7月20日の朝、マルティニーク総督アントワーヌ・アンドレ・ド・サント＝マルトがいくらかの兵士を連れて到着、守備の指揮を執ったが、これらの増援を全て足しても守備軍はわずか160人しかいなかった。
オランダ軍の攻撃は9時に始まり、まず艦隊が砲撃を行い、続いて上陸軍の第1波が無甲板船の船隊が（港を直接攻撃せずに）要塞の西側にある、守備されていない崖に向かった。上陸軍は11時に平民の集落がある砂浜に上陸したが、守備軍は要塞から砲撃を行い、スティルム伯爵が負傷した。民間の記述ではオランダ軍の多くが上陸後に規律を失ってラム酒の倉庫の略奪に走ったとされているが、オランダ軍の指揮官は残りの軍勢を率いて要塞への強襲を準備した。
オランダ軍は要塞の陸側にある柵に向けて進んだが、民兵と海員のマスケット銃射撃で撃退された。オランダ軍の別働隊が崖を登って要塞の内側に入れる狭い道を見つけたが、その攻撃はドランジュに見られた。古傷によりマスケット銃を扱えないドランジュはオランダ軍に石を投げ、ほかの兵士や海員も急いでやってきてドランジュとともに戦った。海軍の派遣隊の指揮官だったマルティニャック少尉（Martignac）は密集していたオランダ軍に向けて繰り返し発砲、1発で2人を倒すよう照準した。やがて戦闘は近接戦になったが、オランダの軍旗手が殺され、その旗が奪われた。軍旗を奪ったのはルナール自身とされている。
オランダ軍は少し混乱しつつ撤退したが、午後には攻撃を再開した。まずフリゲートで港を直接攻撃しようとしたが、自沈した商船に阻まれて失敗、逆に西側の要塞の砲台からの縦射、東側の内港にいるレ・ジューとサント＝ユスターシュからの片舷斉射に晒された。オランダ艦が撤退すると、陸軍が再び要塞を攻撃したが、ルナール艦長がレ・ジューを内港のより近い場所に移動させてぶどう弾の斉射で応戦、さらにレ・ジューの旋回砲6門を要塞に配置してオランダ軍に直接砲撃できるようにした。結局数時間をかけて攻撃は失敗、ロイテルは撤退を命じた。オランダ軍は死者143、重傷者378を出した。
フランス軍は戦傷者を含む損害が16人しかいなかったが、弾薬が不足しており、オランダ軍がすぐに襲撃を再開すると信じられたため、サント＝マルトは要塞を放棄して船を燃やすよう命じた。残りの商船はすぐに出港したが、ルナール艦長はサント＝マルトの命令をできるだけ長く無視、夜通しでレ・ジュー艦上で待った。翌朝、オランダ軍の動きが全く見えなかったためルナールは調べるよう命じ、オランダ軍が夜に紛れて乗船したことと、オランダ艦隊が去ったことが判明した。残ったのは戦死者と重傷を負って動けなかった人、そして放棄された武器と装備だった。守備軍は劇的に、そして予想もしなかった勝利を得た。

## その後
フランスの歴史家はマルティニークでの戦闘を驚異的な成功だとした。偉大なロイテルと無敵のオランダ艦隊がフリゲート1隻に撃退されたのだった 。マルティニークはその後もフランス領のままであり、ルナールはダンブリモン侯爵に叙され、後にフランス領西インドの総督としてフォール＝ロワイヤルに舞い戻ることになる。
一方のオランダ艦隊は大西洋を航行して撤退、疫病により損害がさらに拡大した。アメリカにおけるオランダ植民地帝国の拡大は失敗、オランダ領スリナムとオランダ領アンティルしか残らなかった。現代の歴史家のうち17世紀のオランダ海軍力を専門とする者の中にはこの戦役への言及を避ける者もいる。

### 一次出典
- Gerard Brandt, La vie de Michel de Ruyter, (Amsterdam: Blaeu, 1698).
- Eugène Bruneau-Latouche, ed., "Les défenseurs de la Martinique lors de l'attaque de Ruyter", G.H.C. Bulletin No. 92 (April 1997), pp. 1928-1942.